# Dolichopeza leucocnemis
Dolichopeza leucocnemis är en tvåvingeart som beskrevs av Alexander 1940. Dolichopeza leucocnemis ingår i släktet Dolichopeza och familjen storharkrankar. Inga underarter finns listade i Catalogue of Life.